# Bergen Storsenter

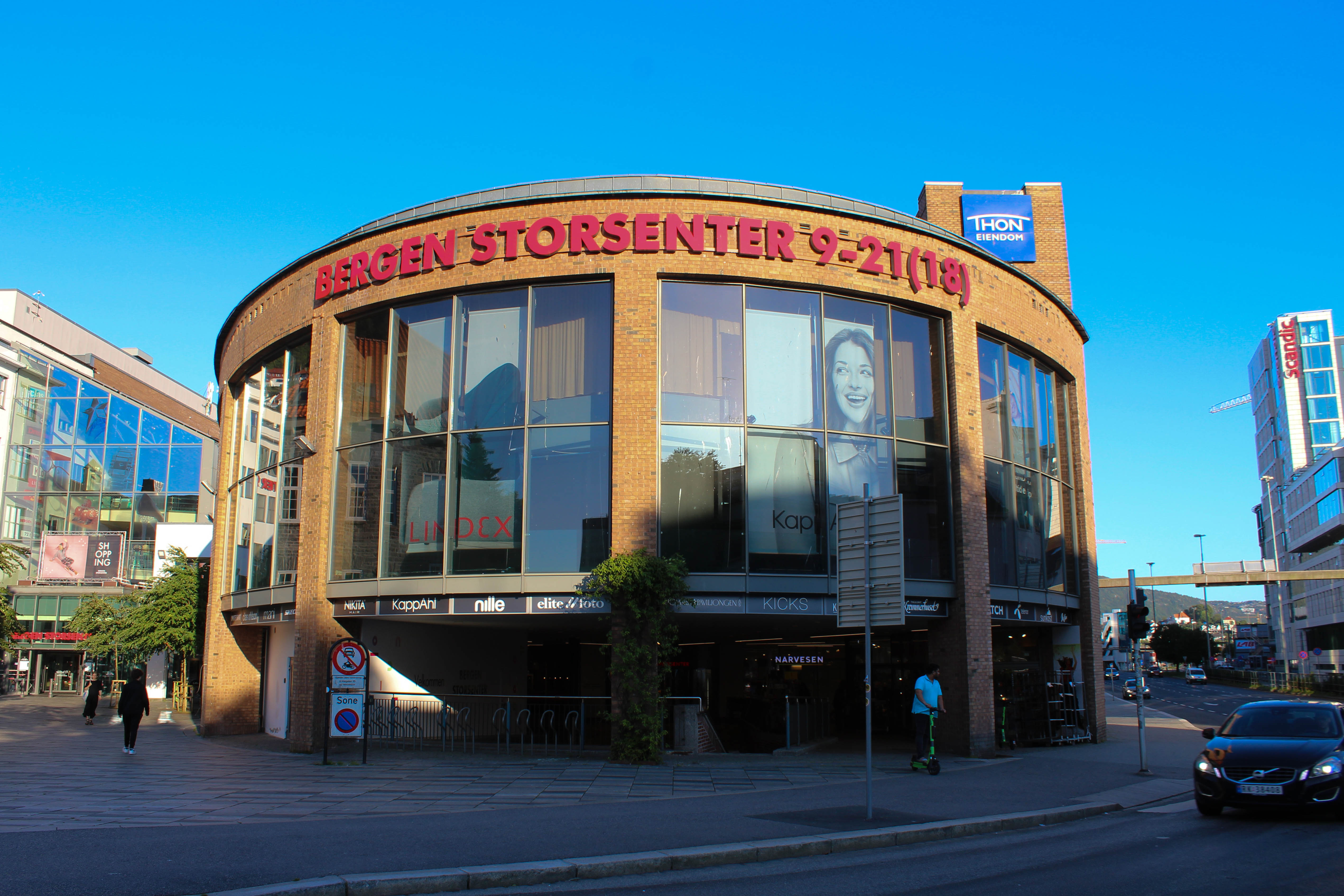
Bergen Storsenter.

Bergen Storsenter es el centro comercial más grande en el centro de Bergen, Noruega, con una facturación de 1.024 billones de NOK en 2002.

## Historia
El primer centro comercial en esta ubicación abrió el 11 de marzo de 1988 y se llamó Bystasjonen. El 19 de marzo de 1999 se inauguró Bergen Storsenter, propiedad del Grupo Olav Thon. El nuevo centro comercial se construyó uniendo el centro comercial Bystasjonen con el edificio Kimhuset, que hasta entonces había sido utilizado primero como fábrica de calzado y después como negocio de muebles. Olav Thon Gruppen había comprado Kimhuset y Bystasjonen en 1997. En comparación con Bystasjonen, el número de tiendas creció de 38 a 72 con la finalización de Bergen Storsenter. El centro también se destacó por tener el mismo director ejecutivo desde 1987, Ingunn B. Hansen, hasta 2015, cuando Odd Rune Bjørge asumió el cargo.
El Grupo Olav Thon (Olav Thon Gruppen) es propiedad de la Fundación Olav Thon (Olav Thon Stiftelsen). Olav Thon Gruppen opera principalmente en los sectores minorista y hotelero. Ocupa una posición en centros comerciales ubicados en Noruega y Suecia, así como en Thon Hotels, que es una de las principales cadenas hoteleras de Noruega.